# پوسی، استونی
پوسی (به استونیایی: Püssi) یکی از شهرک‌های کشور استونی است.
این شهرک در سال ۲۰۱۱ میلادی ۱٬۰۸۳ نفر جمعیت داشته است.